# أدولف كرامر
أدولف كرامر (بالألمانية: Adolf Kramer)‏ هو لاعب شطرنج ألماني، ولد في 1871، وتوفي في 10 يناير 1934.

## وصلات خارجية
- أدولف كرامر على موقع مباريات الشطرنج (الإنجليزية)
- أدولف كرامر على موقع 365Chess.com (الإنجليزية)